# Constitució de Maig de Polònia

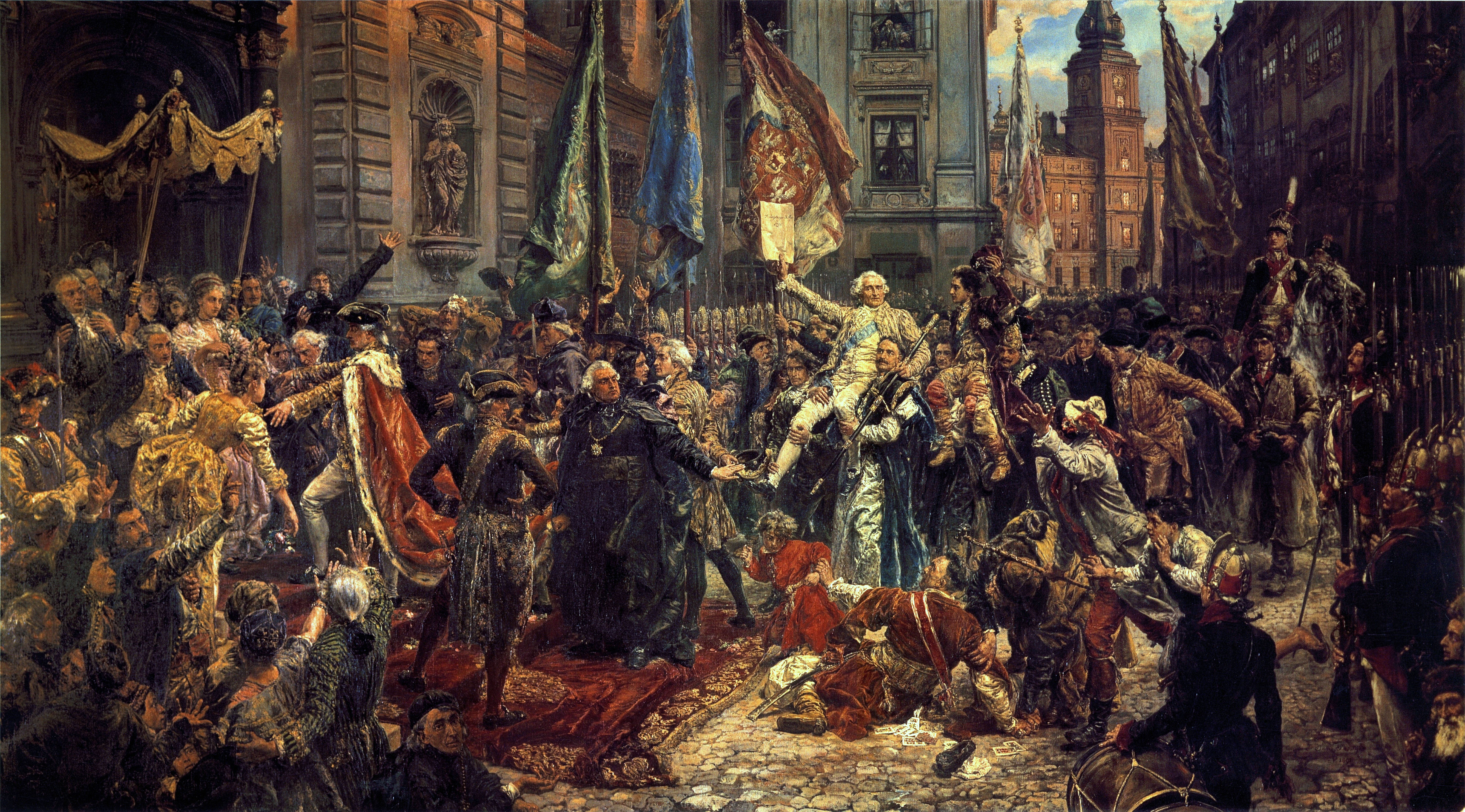
Constitució del 3 de Maig, per Matejko (1891). Rei Estanislau II Poniatowski; des de l'esquerra, entrant a la Catedral de Sant Joan (Varsòvia), on la Sejm es disposava a aprovar la nova Constitució; al fons, Castell reial de Varsòvia, on la Constitució fou adoptada.

La Constitució del 3 de maig de 1791 (en polonès: Konstytucja Trzeciego Maja), també coneguda com a Constitució de Maig de Polònia és reconeguda com la primera constitució a Europa. A nivell mundial és la segona darrere la dels Estats Units. El 3 de maig de 1791 fou aprovada per la Confederació de Polònia i Lituània com a "Llei de govern".

## Fita històrica
La Constitució del 3 de Maig fou dissenyada per corregir defectes polítics de llarga dada de la Confederació de Polònia i Lituània i el seu sistema tradicional de Llibertat daurada. La Constitució va introduir-hi la igualtat política entre els pobladors i la noblesa. Col·loca els camperols sota la protecció del govern, amb la finalitat d'apaivagar els pitjors abusos de la condició de serf. La Constitució també va abolir les institucions parlamentàries pernicioses com el liberum veto, que en un moment havia posat el consell polonès (Sejm) en la situació que qualsevol diputat pogués ser subornat per una potència estrangera o per interessos interns del país amb la finalitat de desfer legislacions. La Constitució va tractar de suplantar l'anarquia existent fomentada per alguns dels magnats del país, per una visió més democràtica de monarquia constitucional. El document va ser traduït ràpidament al lituà.

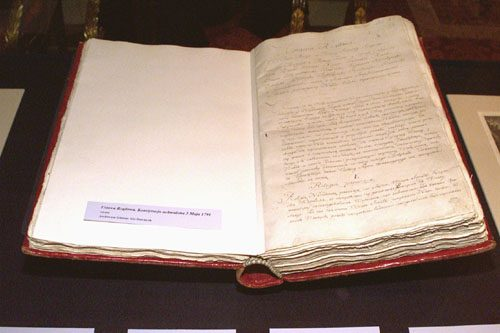
Manuscrit original de la Constitució del 3 de Maig.

L'aprovació de la Constitució del 3 de Maig va provocar l'hostilitat dels països veïns fins al punt de generar una guerra, coneguda com la Guerra en Defensa de la Constitució. La Confederació de Polònia i Lituània primer va ser traïda pel seu aliat Prússia sota el regnat de Frederic Guillem II de Prússia. Després va ser envaïda i vençuda per la Rússia Imperial de Caterina la Gran, que va comptar amb els magnats polonesos que s'oposaven a les reformes. La mancomunitat es va acabar amb les particions de Polònia de 1793 i 1795 entre l'Imperi Austrohongarès, el Regne de Prússia i l'Imperi Rus. El temor dels magnats es devia que les reformes constitucionals tendien a afeblir la influència que exercien sobre el poble. Tot i la derrota de la Confederació, la Constitució del 3 de Maig va influir més endavant en altres moviments democràtics europeus.
Va continuar sent, després de la desaparició de la República de Polònia el 1795, i durant els 123 anys següents de particions poloneses, un far en la lluita per restaurar la sobirania polonesa.